# Ćelije (miasto Kruševac)
Ćelije (cyr. Ћелије) – wieś w Serbii, w okręgu rasińskim, w mieście Kruševac. W 2011 roku liczyła 242 mieszkańców.